# 愛がなんだ
『愛がなんだ』（あいがなんだ）は、角田光代による日本の恋愛小説。ダ・ヴィンチブックス（メディアファクトリー）より2003年3月14日に刊行された。
恋愛依存型の女性が、仕事や友人を失くしてでも惚れた男性に執着する姿を描く。
2019年に映画版が公開された。

## 登場人物
山田テルコ（やまだ てるこ）
本作の主人公。東京グローバルサービスに勤める28歳。物事を深く考えすぎたり、恋愛に依存する傾向があり、相手が引いてしまうほど尽くしすぎるため学生時代の彼氏には何度も浮気されていた。
マモルに出会ってからは仕事そっちのけで彼との予定を優先しており無断欠勤も続いたため、正社員として勤めていた会社を解雇される。マモルのためなら徹夜で野球のチケットをとったり、呼ばれたら深夜でもすぐに駆けつけるなど所謂盲目状態だが気持ちは一方通行で、彼からの好意は返ってきていない。
一時は、ひたむきに尽くし続けた甲斐もあってマモルとの関係が上手くいくかと思われたが、テルコのある発言がきっかけで彼からの連絡はぱったりと途絶えてしまう。その後、数ヶ月ぶりに彼から連絡が来た際には浮かれ気分で会いに行くが、自分とはまるで正反対の女性、塚越すみれを紹介されてしまい戸惑う。別れ際、平然を装い「今日は恋人を紹介する会だったのか」とマモルに探りを入れるが、山田さんのそういうところが苦手だと一蹴される。放心状態のまま暫く部屋に引きこもり自堕落な生活を送るが、失業給付金が貰えないことが判明したため近所の健康ランドでアルバイトを始めるも、相変わらずマモルからの連絡をチェックする癖は抜けず、仕事中に電話に出ることもあり前職同様、同僚からは冷ややかな目で見られている。
自身の想い人であるマモルから好意を寄せられているすみれに対しては複雑な感情を抱きつつも、自分にはない魅力を持つ彼女を嫌いになれず、2人きりで食事に行くような仲になる。
田中マモル（たなか まもる）
出版社に勤める27歳。小柄でひょろりと痩せた指の綺麗な男性で、テルコからはマモちゃんと呼ばれている。テルコとは飲み会で出会って以来しょっちゅう飲みに行ったりお互いの家を行き来する仲だが、決して恋人ではない。
人と煮詰まった関係を持つことが嫌な人間だったがすみれに対しては一途に尽くしており、食べたがっていた新発売のチョコレートを渡したり、海に行きたいと言われたら友人から別荘を借りたりと積極的にアプローチしているが飲み友達止まり。その反面テルコには無意識に甘えており、家事や各種振込を頼んだり、前述のチョコレートを買いに行かせたりしている。
テルコの性格を"逆自意識過剰"と評し苦手だと告げるが、テルコ曰く鈍感で人としての品がいいため、彼女の下心や嘘には気づいていない。自身を貧相でかっこ悪い男だと卑下しており、すみれからの気持ちに脈がないことも自覚しているが諦めきれず、無神経にもテルコに恋愛相談をしている。
坂本葉子（さかもと ようこ）
テルコの数少ない友人。母親と二人暮らし。ライター業のため、様々なプロダクション関係者との交流がある。テルコとは10年以上の付き合いで、性格や恋愛事情を熟知している。一見我儘で冷たい物言いが目立つが、テルコからの連絡がないことを心配し家を訪れる優しい面もある。テルコとマモルの関係性には度々苦言を呈しているが彼女は全く聞く耳を持たないため、半ば呆れている。
仲原を始め、男性の影は複数あるが誰のことも本気で思ってはおらず、送迎や使いっ走りなど都合のいい存在として扱っているため母親からは一生ひとりものだろうと言われていた。
仲原（なかはら）
葉子に想いを寄せる青年。彼女には都合よく扱われており、使いっ走りもさせられているがまるで忠犬のように従っている。2人の関係を見かねたテルコは、葉子のいない隙に彼女は何様なのだと愚痴を零すが、葉子さんはやさしくてすてきな人だと呑気に否定した。
葉子の家には何度も来ているようで、大晦日にも食事に呼ばれたが肝心の彼女は仕事関係者とのパーティーに行ってしまったため、同じ境遇のテルコと語り合い年を越した。
塚越すみれ（つかこし すみれ）
マモルが惹かれている女性。塾で事務職をしている。30歳だが橙色のロングヘアに派手な服装で、初対面のテルコからは内心酷くこき下ろされていた。マモルとは合コンで知り合い、好意を寄せられているが全く相手にしていない。
登場シーンでは殆どお酒を飲んでおり、尚且つヘビースモーカー。サバサバとした飾らない性格で友達も多く、自身とはタイプの違うテルコに対しても自宅に誘ったり誕生日プレゼントを渡したりと親しげに接している。
テルコのマモルへの気持ちに気づいており、2人が付き合えば上手くいくと話す。

## 既刊一覧
- 角田光代『愛がなんだ』メディアファクトリー〈ダ・ヴィンチブックス〉、2003年3月14日発売、ISBN 4-8401-0739-4
  - 角川文庫版2006年2月25日発売、ISBN 4-04-372604-X

## 映画
2019年4月19日に公開された。監督は今泉力哉、主演は岸井ゆきの。第31回東京国際映画祭コンペティション部門出品作品。
当初は全国72館で公開されたが、10代後半 - 30代の女性やカップルを中心にSNSや口コミで評判となり、独立系の低予算作品としてはあまり例を見ないロングランヒットを記録。2019年6月時点で152館まで上映館が拡大された。

### キャスト
- 山田テルコ：岸井ゆきの（小学生時代：根本真陽）
- 田中マモル：成田凌[5]
- 坂本葉子：深川麻衣[9]
- ナカハラ（仲原青）：若葉竜也[9]
- テルコの同僚：穂志もえか
- マモルの友人：中島歩
- テルコの上司：片岡礼子
- 葉子の母：筒井真理子
- 塚越すみれ：江口のりこ[9]

### スタッフ
- 原作：角田光代『愛がなんだ』（角川文庫刊）
- 監督：今泉力哉
- 脚本：澤井香織、今泉力哉
- 音楽：ゲイリー芦屋
- 主題歌：Homecomings「Cakes」（fellcity / SECOND ROYAL RECORDS）[10]
- エグゼクティブプロデューサー：福嶋更一郎、成宏基
- プロデューサー：前原美野里、新村裕、村田亮
- 撮影：岩永洋
- 照明：加藤大輝
- 録音：根本飛鳥
- 美術：禪洲幸久
- 装飾：うてなまさたか
- スタイリスト：馬場恭子
- ヘアメイク：寺沢ルミ
- 編集：佐藤崇
- 助監督：八神隆治
- 制作担当：柴野淳
- 配給統括：増田英明
- 助成：文化庁文化芸術振興費補助金（映画創造活動支援事業）独立行政法人日本芸術文化振興会
- 企画協力：KADOKAWA
- 配給：エレファントハウス
- 宣伝協力：イオンエンターテイメント
- 制作プロダクション：アンリコ
- 企画・制作・プロデュース：アニモプロデュース
- 製作：映画「愛がなんだ」製作委員会（名古屋テレビ放送、アニモプロデュース、MAM FILM、バンダイナムコアーツ、朝日新聞社、アンリコ、ヒョウゴベンダ、レスパスビジョン）